# Inácio de Sousa Vernek
Inácio de Sousa Vernek, também referido como Inácio de Sousa Werneck, (Barbacena, 25 de julho de 1742 — Paty do Alferes, 2 de julho de 1828) foi um fazendeiro e militar brasileiro cujos serviços de abertura de estradas e aldeamento de índios nômades influenciaram a fundação e desenvolvimento de várias cidades da região do vale Paraíba do Sul.

## Biografia
As suas origens familiares ligam-no ao Caminho Novo, estrada que ligava o porto do Rio de Janeiro e as Minas Gerais nos séculos XVIII e XIX. Foi o segundo dos três filhos do açoriano Manuel de Azevedo Matos e de Antônia Ribeira, nascida em Pilar do Iguaçu, no recôncavo do Rio de Janeiro, início do Caminho Novo. Como não era o primogênito, recebeu os sobrenomes dos avós maternos, conforme o costume da época. Seu pai exercia atividades de minerador de ouro e de comerciante percorrendo frequentemente o Caminho Novo entre o Rio de Janeiro e as Minas Gerais. Nasceu na freguesa de Nossa Senhora da Piedade da Borda do Campo, bispado de Mariana, atualmente cidade de Barbacena, que era um dos pousos finais do Caminho Novo.
Ainda menino foi levado por seu pai para estudar no internato do Seminário São José no Rio de Janeiro, tendo como correspondente o negociante Chagas. Tinha profunda vocação religiosa e pretendia tornar-se padre, entretanto as perturbações de ordem política fizeram com que o vice-rei do Brasil organizasse forças militares auxiliares, entre as quais um batalhão de estudantes ao qual se alistou. Iniciou-se então a sua carreira militar, atingindo o alto posto de sargento-mor, no qual se reformou em 20 de Outubro de 1809.
No final do século XVIII, a região do  vale do Paraíba do Sul, no Rio de Janeiro, era quase que totalmente coberta por florestas virgens mas começava a ser explorada por plantações de café de gente que emigrava de Minas Gerais, com o fim do ciclo do ouro. Vários tribos indígenas nômades na região, o que gerava insegurança entre os proprietários das sesmarias.
Em 1789, o vice-rei do Brasil D. Luís de Vasconcelos e Sousa ordenou que fosse iniciada a catequese desses índios, dentre os quais os Coroados se destacavam pela "ferocidade". Em 1800, o vice-rei incumbiu o fazendeiro José Rodrigues da Cruz, proprietário da fazenda Pau Grande, de "proceder à civilização" dos Coroados, e o então capitão de ordenanças Inácio de Sousa Vernek, de "domesticar e aldear". A ordem régia de 2 de abril de 1802 determinava que "toda a pessoa a quem for apresentada prestará o auxilio que lhe requerer o Cap. das Ordenanças lnácio de Souza Werneck para a Aldeiação dos Índios Coroados, que por Ordem Régia se mandou estabelecer nas margens superiores do rio Paraíba". Os  Coroados foram por ele reunidos e conduzidos às aldeias onde deveriam se fixar. O vice-rei seguinte, Dom Fernando José de Portugal, nomeou em 1803 o padre Manuel Gomes Leal para o cargo de capelão, tendo-lhe o bispo Dom José Joaquim Justiniano conferido a jurisdição necessária para construir e benzer uma capela e cemitério. Uma modesta capela dedicada a Nossa Senhora da Glória foi construída no principal aldeamento dos Coroados, dando origem à atual cidade de Valença (Rio de Janeiro). O aldeamento continuou, procurando-se atrair concentrar outros indígenas, como os Puris e Araris, que também perambulavam pela região. O trabalho de aldeamento dos índios foi elogiado por historiadores, Entretanto, apesar de ter ocorrido de forma quase que pacífica, o aldeamento dizimou os indígenas da região, dado que o contato com os colonizadores favorecia a propagação de doenças contra as quais os índios não tinham imunidade. Foi especialmente danosa uma epidemia de varíola que se propagou nessa época por várias aldeias.
Werneck requereu que fosse dada uma sesmaria aos índios já pacificados, pois estes sofriam abusos dos novos povoadores da região; entretanto seu pedido não foi atendido. Como recompensa pelos serviços prestados ao governo, recebeu, ele próprio, em 1808, mais uma sesmaria, além daquela que já possuía.

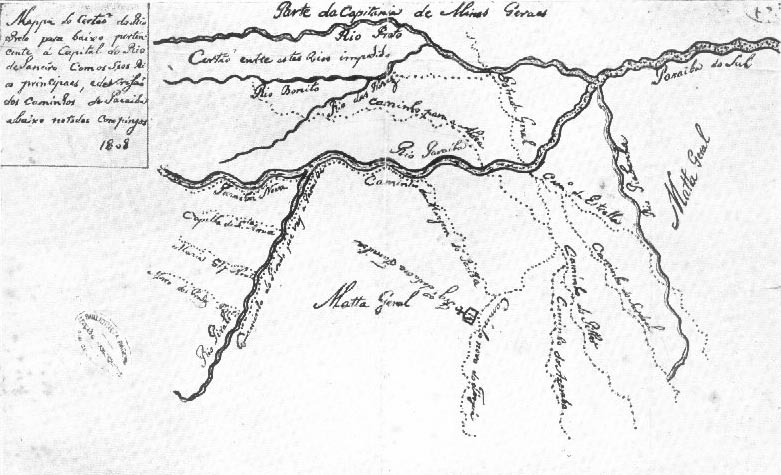
Mapa autógrafo de Inácio de Sousa Verneck mostrando os caminhos e rios do sertão de Valença em 1808

Construiu a estrada Werneck, então chamada de Caminho da Aldeia, a primeira estrada para o sertão de Valença, que ia desde a cidade de Iguaçu até o norte da capitania do Rio de Janeiro, na liha divisória como Minas Gerais marcada pelo rio Preto. As estradas por ele construídas ligavam a aldeia de índios Coroados de Nossa Senhora da Glória de Valença e a aldeia dos índios Araris de Santo Antonio do Rio Bonito (atual distrito de Conservatória em Valença) com o Caminho Novo para Minas Gerais e os caminhos auxiliares para a freguesia de Sacra Família do Tinguá (atual distrito de Sacra Família no município de Engenheiro Paulo de Frontin), Azevedo e Pilar do Iguaçu, de onde seguiam para a vila de Iguaçu. Um atalho permitia seguir para o rancho dos Mendes (atual município de Mendes) e Rodeio (atual município de Engenheiro Paulo de Frontin), descendo da Serra dos Macacos para a planície em Tairetá (atual Paracambi) e seguindo rumo a Itaguaí.

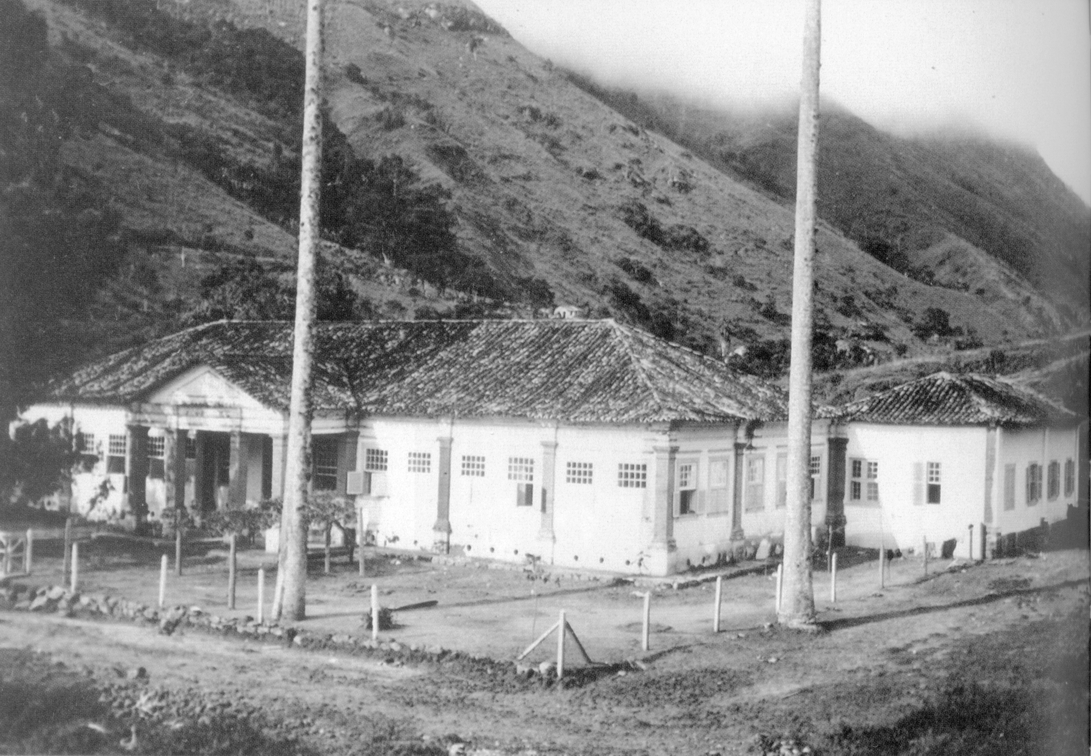
Fazenda Piedade em Miguel Pereira, onde Inácio de Sousa Vernek viveu seus últimos anos. Fundada por seu pai, Manuel de Azevedo Matos, no final do século XVIII. Foto de cerca de 1920.

Casou-se  no Rio de Janeiro, a 26 de Setembro de 1769, com Francisca das Chagas, natural da mesma cidade. Desse matrimônio nasceram doze filhos. Seus filhos e descendentes se casaram com ou foram parte importante dos barões do café que participaram ativamente da vida econômica e política da região de Vassouras, Valença e Paraíba do Sul, utilizando geralmente o sobrenome Werneck.
Quando já tinha sete filhos, foi morar na fazenda da Piedade de Vera Cruz, que tinha herdado com a morte de seu pai, na freguesia de Conceição do Alferes de Serra Acima (hoje dentro do município de Miguel Pereira). Entrou em disputa política com um dos maiores proprietários da região, o capitão-mor Manuel Francisco Xavier da fazenda Cachoeira. O conflito entre as famílias durou até 1824 e fez com que vários colonos deixassem a região.
A 20 de Outubro de 1811, ficou viúvo e resolveu dedicar-se a uma vida puramente espiritual. Aproveitou seus estudos anteriores de seminário e voltou para Minas Gerais a fim de completar os estudos. Ordenou-se padre em 1813 já com a idade de 71 anos. Em 1814 era presbítero e rezou a sua primeira missa em um bonito altar que possuía na capela da sua fazenda da Piedade, com a presença de filhos, noras, genros, netos e diversas famílias de fazendeiros da região. A partir de então, rezou diariamente até o dia de sua morte uma missa por alma de sua mulher.